# Tatiana Sisquella i Cañabate
Tatiana Sisquella i Cañabate (l'Hospitalet de Llobregat, 12 de juny de 1978 - Barcelona, 6 de febrer de 2014) fou una periodista i presentadora de televisió i ràdio catalana. Era la dona del també periodista Joan Maria Pou.

## Biografia
Llicenciada en Comunicació audiovisual per la Universitat Autònoma de Barcelona, des de 2000 fins a 2004 va treballar a Barça TV en programes com Tenim un nom i Jugadors.
Pel que fa a la seva trajectòria radiofònica, va formar part de l'equip de diversos programes de RAC 1: els humorístics Minoria absoluta i La segona hora; El món a RAC 1, on s'encarregava de les connexions amb la unitat mòbil; el programa de cuina Volta i volta i Via lliure, on va presentar algunes edicions d'estiu. La temporada 2010 – 2011 es va incorporar al programa del cap de setmana de Catalunya Ràdio El suplement. La temporada següent va començar a presentar el nou magazín de tarda La tribu de Catalunya Ràdio, en substitució d'El secret, de Sílvia Cóppulo. Sisquella, per tant, deixava el programa El suplement que, precisament, presentaria Cóppulo a partir de la temporada 2011 – 2012. El 2013 La tribu de Catalunya Ràdio va rebre el Premi Ràdio Associació de Catalunya al millor programa de ràdio.
Aquesta tasca radiofònica, la va compaginar amb la televisiva. El 2007 va presentar l'espai de 8tv Envasat al 8. Dos anys més tard, va estrenar-se com a presentadora de TV3 en la sèrie divulgativa Sexes en guerra i, més endavant, durant la temporada 2010 – 2011, va col·laborar en el programa de TV3 Divendres. La tardor del 2011 va endinsar-se en el passat d'un seguit de catalans amb el programa documental Passat particular, format per quatre episodis. El darrer programa televisiu presentat va ser Summa positiva, també de TV3. En premsa, va publicar una columna setmanal a la contraportada de l'Ara des del naixement del diari fins al juny de 2013.
Tatiana Sisquella va saber el març de 2007 que patia càncer de mama, causa que li va provocar la mort el 6 de febrer de 2014, als trenta-cinc anys. Setmanes abans, l'havia rellevat en la seva tasca en La tribu de Catalunya Ràdio el sotsdirector del programa Xavi Rosiñol.
El 12 de juny de 2014 es va presentar Un dia qualsevol. Articles, un recull d'articles de Sisquella prologat per Sílvia Soler i editat per Ester Pujol en Columna.
El diari Ara va posar el seu nom a un dels Premis Ara, el que fa referència a la solidaritat; mentre que va posar el d'Ignasi Pujol i Llordés al d'emprenedoria. Coincidint amb el quart aniversari d'aquest diari, el 28 de novembre del 2014, se celebrà la primera edició d'aquests guardons. El primer a rebre el premi Tatiana Sisquella fou la iniciativa Xamfrà, mentre que Femcat rebé l'Ignasi Pujol a l'emprenedoria.